# Metazaleptus luteomaculatus
Metazaleptus luteomaculatus is een hooiwagen uit de familie Sclerosomatidae.